# Jan Pancar
Jan Pancar, slovenski motokrosist, * 22. februar 2000.
Pancar je med letoma 2018 in 2023 tekmoval v razredu MX2, kjer je skupaj nastopil na 83-ih dirkah. Najboljšo uvrstitev v prvenstvu je dosegel v sezonah 2021, 2022 in 2023 s skupnim 11. mestom, najboljšo uvrstitev na dirki pa je dosegel s šestim mestom. Od leta 2024 tekmuje v elitnem razredu MXGP.